# Chaser di distillazione
Un chaser di distillazione (inglese: distillation chaser) è una sostanza usata per forzare la distillazione di una sostanza presente in una miscela. 
Il chaser ha un punto di ebollizione superiore a quello della sostanza desiderata e inferiore a quello delle sue impurezze.